# Helena Modrzejewska

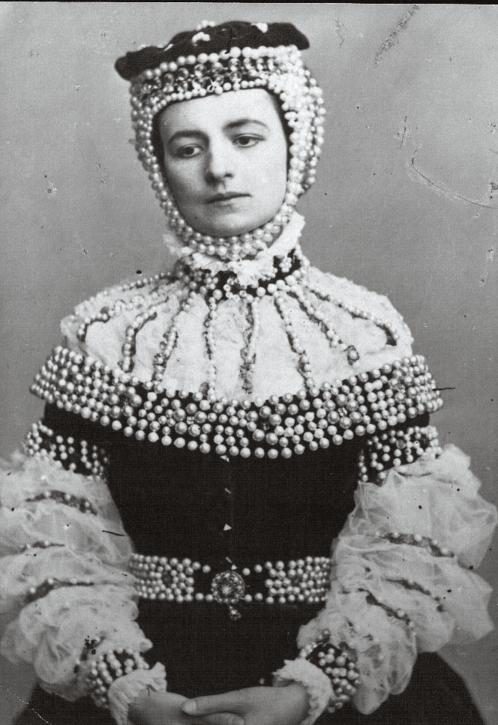
Helena Modrzejewska w roli tytułowej w sztuce Barbara Radziwiłłówna Alojzego Felińskiego (fot. Walery Rzewuski, 1865)

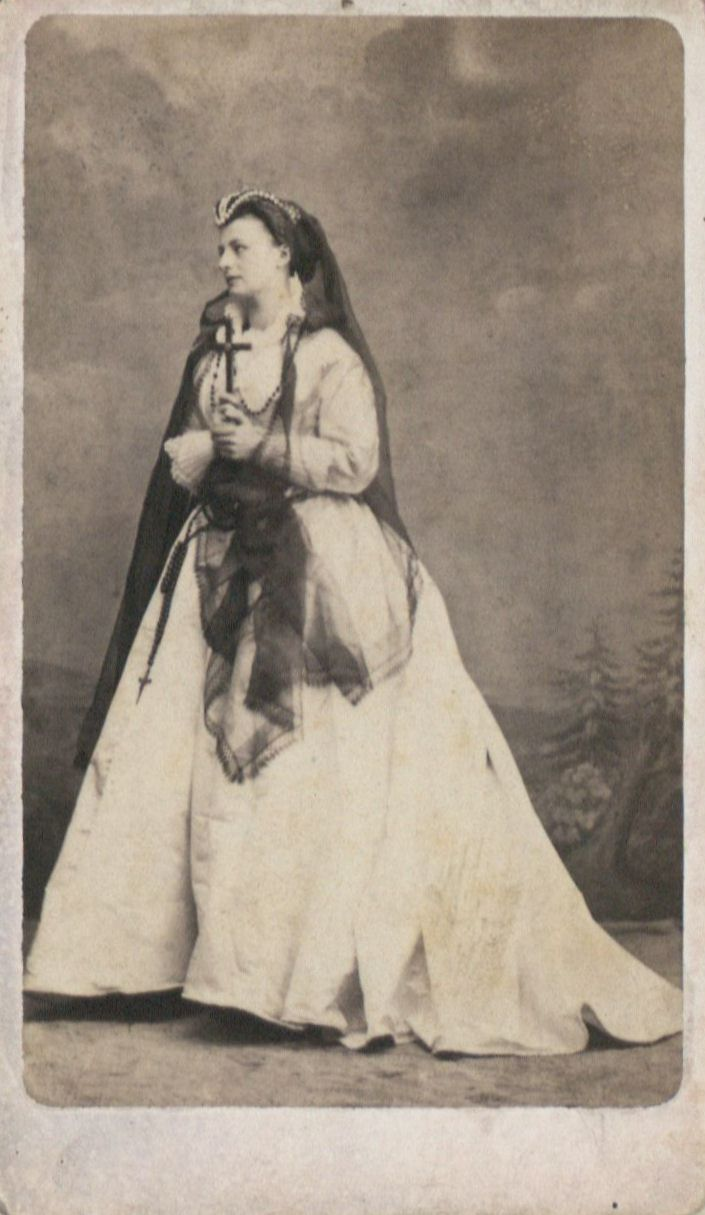
Helena Modrzejewska w roli Marii Stuart w sztuce Friedricha Schillera

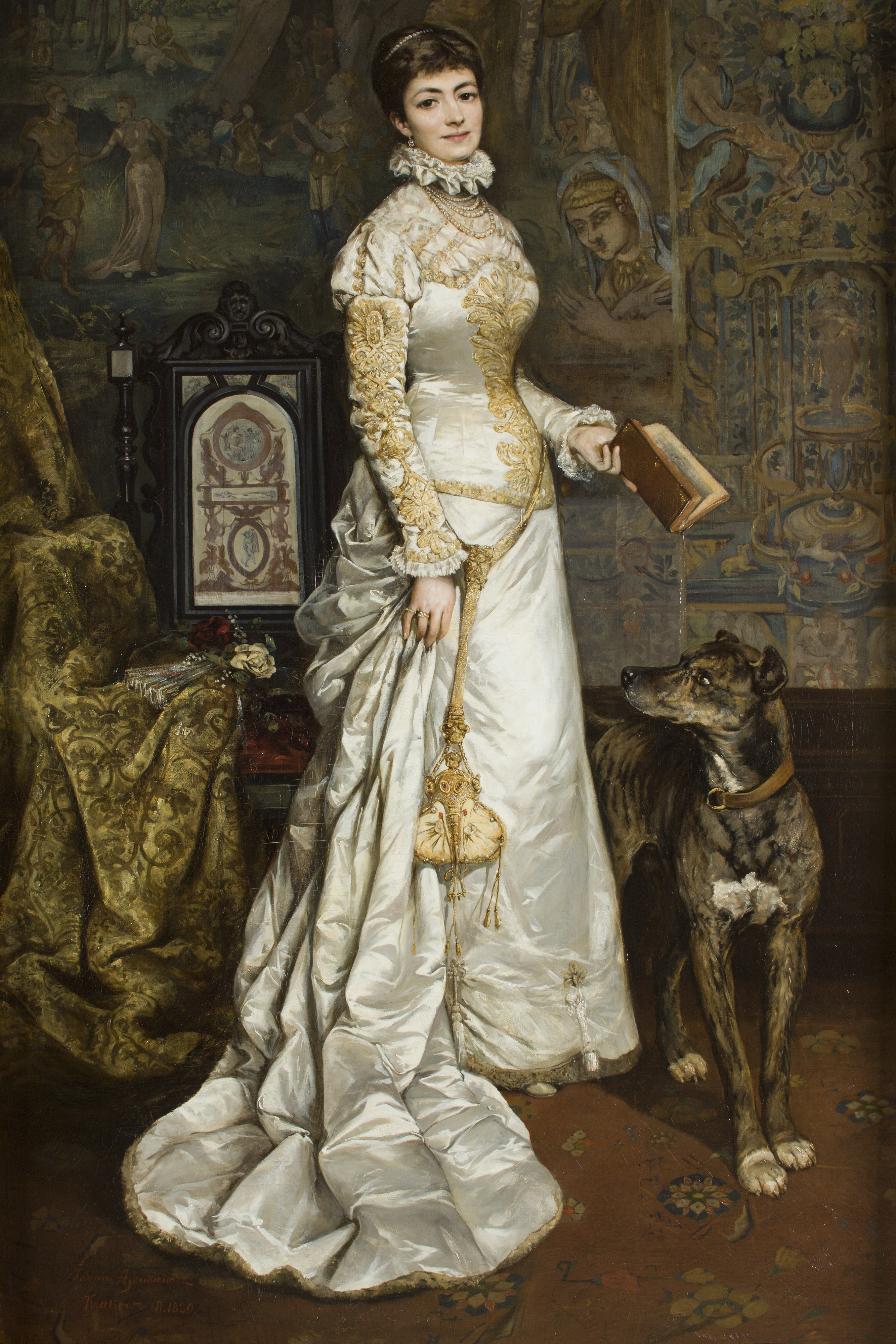
Portret Heleny Modrzejewskiej autorstwa Tadeusza Ajdukiewicza (1880)

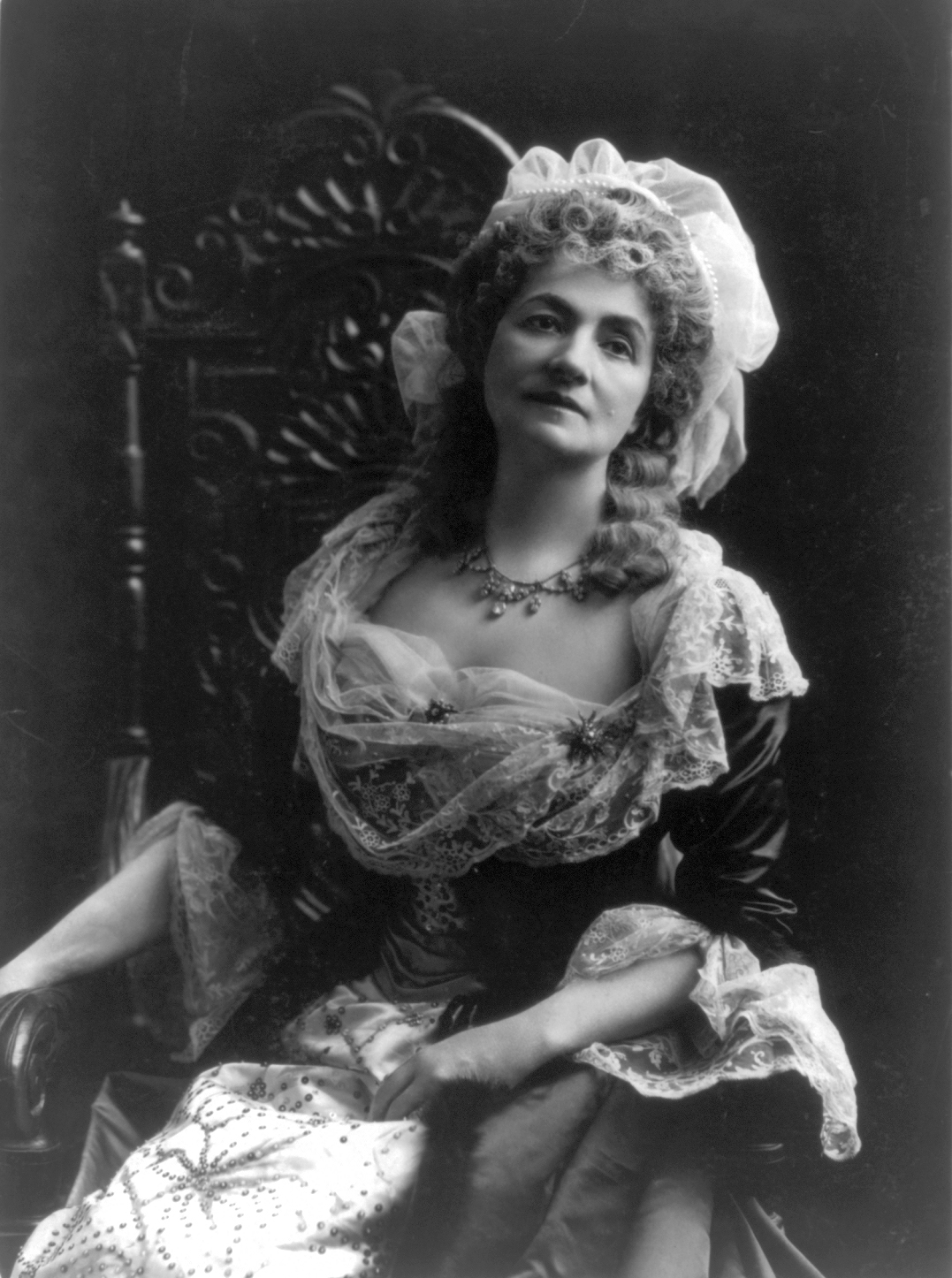
Helena Modrzejewska (1899)

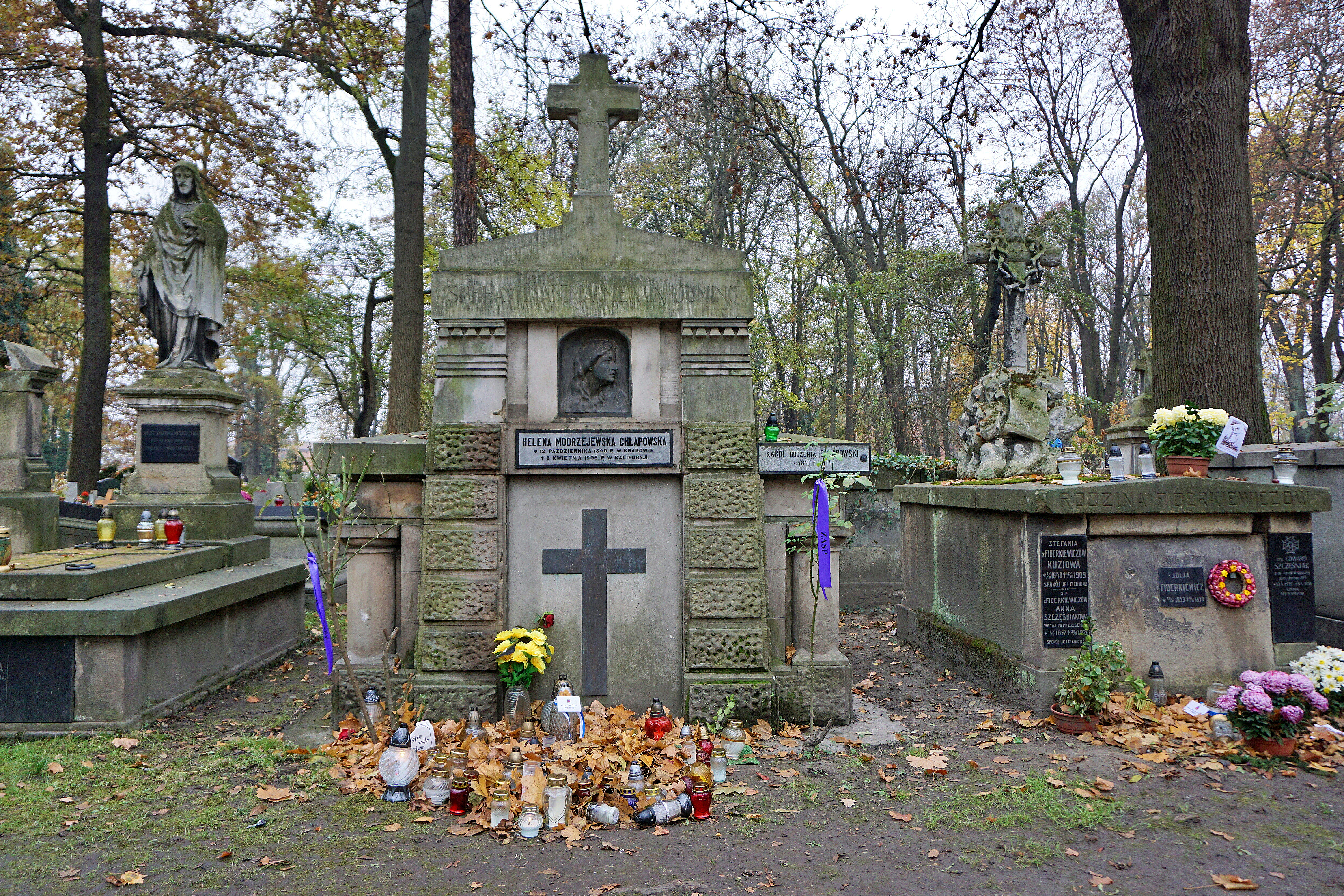
Grób Heleny Modrzejewskiej na cmentarzu Rakowickim

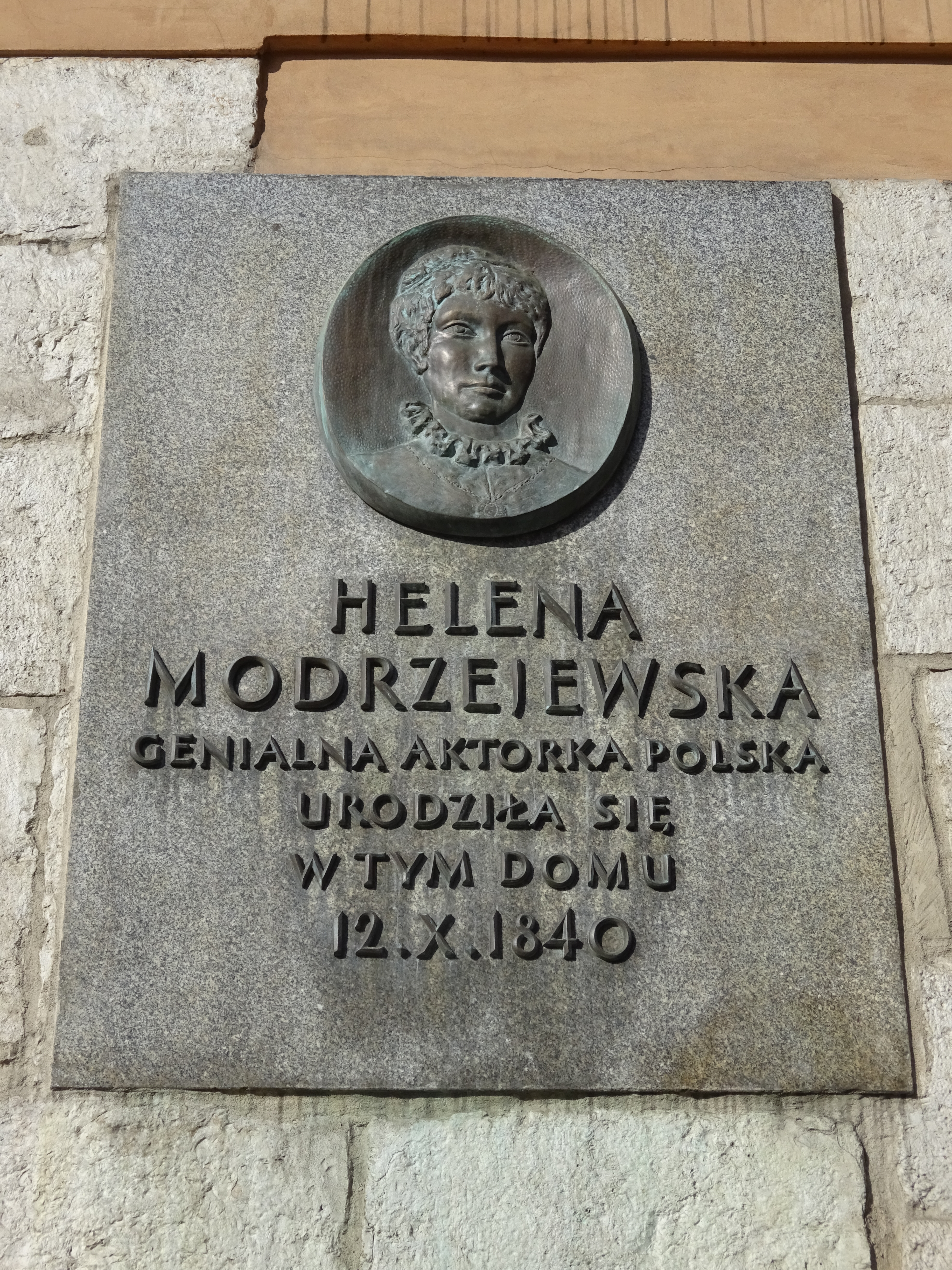
Tablica na kamienicy przy ul. Grodzkiej 22 w Krakowie, upamiętniająca przyjście na świat w owej kamienicy Heleny Modrzejewskiej 12 października 1840

Helena Modrzejewska, także Helena Modjeska, właśc. Jadwiga Helena Chłapowska z domu Misel (ur. 12 października 1840 w Krakowie, zm. 8 kwietnia 1909 w Newport Beach) – polska aktorka specjalizująca się w rolach szekspirowskich i tragicznych (rola tytułowa w Marii Stuart Juliusza Słowackiego czy rola oszalałej Praksedy z Karpackich górali Józefa Korzeniowskiego); uznawana już współcześnie za najwybitniejszą aktorkę w historii teatru w Polsce.
Propagatorka twórczości Williama Szekspira (między innymi Lady Makbet, Ofelia i Julia). Zaliczana była do najpiękniejszych kobiet epoki. Matka inżyniera i konstruktora mostów Rudolfa Modrzejewskiego (Ralpha Modjeskiego).

## Życiorys
Była nieślubnym dzieckiem Józefy Bendy, z domu Misel, wdowy po zamożnym kupcu. Według Kazimierza Chłędowskiego jej ojcem był Władysław Hieronim Sanguszko. Jej przyrodni bracia, Józef i Feliks, także byli aktorami. Pseudonim „Modrzejewska” aktorka przybrała na początku kariery scenicznej. Uczyła się na pensji, a potem u sióstr prezentek. Związała się z Gustawem Zimajerem, dzięki któremu zadebiutowała na scenach prowincjonalnych. Występowała w Bochni, Nowym Sączu, Przemyślu, Rzeszowie czy Brzeżanach. W 1862 r. wystąpiła pierwszy raz we Lwowie, gdzie zagrała po raz pierwszy w dramacie romantycznym – jako Skierka w Balladynie Słowackiego. Od 1863 r. pojawiała się na scenach Stanisławowie i Czerniowcach, występując w kolejnych sztukach Juliusza Słowackiego. W 1865 r. Zimajer próbował zdobyć dla Modrzejewskiej kontrakt w teatrach wiedeńskich, jednak ze względu na słabą znajomość niemieckiego plan się nie powiódł. W tym samym roku zaangażowała się na 4 lata w teatrze w Krakowie, a od 1868 r. zaczęła występować na deskach Warszawskich Teatrów Rządowych. Tam przez 8 lat występów osiągnęła status gwiazdy i reputację najwybitniejszej polskiej aktorki, a dzięki przyjaźni z żoną dyrektora WTR Siergieja Muchanowa, pianistką Marią Kalergis, wywarła wpływ na rozwój teatru, doprowadzając do wystawiania sztuk Słowackiego i Szekspira.
Z tego okresu pochodzą pierwsze kontakty Modrzejewskiej z Zakopanem i Tatrami. Po raz pierwszy spędziła miesiąc „pod Giewontem” w 1867 roku wraz z poślubionym rok później Karolem Chłapowskim. Po raz drugi przebywała w Zakopanem z mężem i synem Rudolfem latem 1870 roku. Poznała wówczas księdza Józefa Stolarczyka i Sabałę, zwiedzała Tatry pod przewodem Macieja Sieczki. W międzyczasie poznała w Warszawie Tytusa Chałubińskiego, który za jej namową przyjechał po raz pierwszy na wakacje do Zakopanego w lipcu 1873 roku. Kolejny, siedmiotygodniowy pobyt Modrzejewskiej u stóp Tatr miał miejsce w 1874 roku. W międzyczasie w latach 1869 i 1871 spędzała letni sezon „u wód” w Krynicy, o której zresztą pisała, że ...nudzi się tu trochę.
W 1876 roku wyemigrowała do Kalifornii wraz z rodziną oraz przyjaciółmi: Julianem Sypniewskim, Łucjanem Paprockim i Henrykiem Sienkiewiczem. Do grupy planującej emigrację początkowo należeli też Stanisław Witkiewicz oraz Adam Chmielowski – obydwaj jednak zrezygnowali z wyjazdu. Emigranci osiedlili się w miejscowości Anaheim w Kalifornii, gdzie prowadzili farmę (z tego okresu wywodzą się Szkice węglem Henryka Sienkiewicza). Interes jednak nie powiódł się, a grupa osadników z czasem rozstała się.
W 1879 r. przyjechała do Polski. W lipcu 1879 r. przebywała w Zakopanem, gdzie zdecydował się zbudować pod Antałówką willę dla swojej rodziny. W jednym z listów pisała, że chciałaby występować na całym świecie, ale ...mieszkać stale w Zakopanem. Z tą wizytą Modrzejewskiej w Polsce wiąże się tragiczne wydarzenie, jakie miało miejsce na przełomie 1879/1880: siedemnastu uczniów gimnazjalnych postanowiło uczcić aktorkę i złożyło się na wieniec dla niej. Bukiet był związany wstążką w kolorach narodowych, na której znajdował się napis w języku polskim Helenie Modrzejewskiej od uczniów gimnazjalnych. Kwiaty zostały wręczone aktorce podczas jednego z przedstawień w Warszawie. Wspomniani gimnazjaliści zostali oskarżeni przez władze o patriotyczną demonstrację. Uczniów ukarano relegowaniem ze szkoły i jednocześnie zakazano przyjęcia ich do jakiejkolwiek innej szkoły. Jeden z uczniów, Ignacy Neufeld, zastrzelił się 21 stycznia 1880, a Modrzejewska brała udział w jego pogrzebie. Sprawa gimnazjalistów zyskała w owym czasie znaczny rozgłos.
Modrzejewska w efekcie kilkuletniej bytności za granicą i intensywnej nauki języka angielskiego, przyjąwszy pseudonim Helena Modjeska, z sukcesem zadebiutowała w Stanach Zjednoczonych na deskach California Theatre. Kontynuowała swą karierę aktorską na obczyźnie, przeważnie występując na scenach amerykańskich i angielskich. Zyskała olbrzymie uznanie i rozgłos, występując głównie w repertuarze szekspirowskim. W 1883 przyjęła obywatelstwo amerykańskie.
Latem 1884 r. aktorka ponownie przybyła do Polski, by spędzić lato pod Tatrami. Działała tu już wówczas Szkoła Koronkarstwa, którą – zachęcona przez Tytusa Chałubińskiego – Modrzejewska ufundowała w 1883 r. 23 sierpnia aktorka patronowała otwarciu „Modrzejowa” – swej willi pod Antałówką. Zamieszkała w niej na przeszło miesiąc. Wówczas zaczęła protegować przebywającego również w Zakopanem młodego pianistę Ignacego Paderewskiego.
W 1893 Modrzejewska została poproszona o wygłoszenie odczytu na kongresie kobiet w Chicago (World’s Fair Auxiliary Congress), gdzie przedstawiła sytuację kobiet pod zaborami rosyjskim i pruskim. Krytyczny stosunek Modrzejewskiej wobec rządu rosyjskiego wyrażony w przemówieniu spowodował wydanie ukazu carskiego, który zakazywał jej wjazdu na terytorium rosyjskie. Ostatnia wizyta na ziemiach polskich miała miejsce na przełomie lat 1902/1903. W trakcie tego pobytu od 31 października 1902 do 28 kwietnia 1903 Modrzejewska występowała we Lwowie, Poznaniu i Krakowie.
Podczas swojej światowej kariery Modrzejewska nie zapominała o Krakowie. Po dłuższej przerwie do rodzinnego miasta przybyła w roku 1879, zaproszona na jubileusz Józefa Ignacego Kraszewskiego. Podczas jednego z kolejnych pobytów poznała Stanisława Wyspiańskiego, który wyrysował jej projekt sukni – kostiumu Laodamii w „Protesilasie i Laodamii”. W 1884 roku grunty folwarczne należące do szpitala św. Łazarza zostały zakupione przez Modrzejewską pod budowę murowanego domu, pod którym zachowały się kolebkowo sklepione piwnice (dawnego obiektu gospodarczego widniejącego na mapach katastralnych z XIX w.) z przełomu XVII i XVIII wieku. Nazwa drewnianego dworu – zwanym Modrzejowem –  pochodzi zarówno od przydomka artystycznego właścicielki, jak i drzew rosnących w parku otaczającym rezydencję. W budynku tym artystka zatrzymywała się podczas pobytów w Krakowie. Dom stoi do dzisiaj przy al. Grottgera, a obok niego wznoszą się zabudowania kolonii robotniczej zwanej „Modrzejówką”.
Na początku 1891 r. Modrzejewska ponownie gościła w Zakopanem, gdzie wraz z Sabałą pełnili rolę rodziców chrzestnych Stanisława Ignacego Witkiewicza. Po raz ostatni odwiedziła Tatry we wrześniu 1902 r. Mieszkała w swoim „Modrzejowie”. Na Kalatówkach spotkała się wówczas ze swym dawnym admiratorem Adamem Chmielowskim – wówczas już znanym jako Brat Albert.
4 czerwca 1903 pojechała wraz z mężem z Europy do Stanów Zjednoczonych. 2 maja 1905 dała w Nowym Jorku jubileuszowe przedstawienie. Po jubileuszu odbyła dwuletnie tournée i zakończyła karierę aktorską. Modrzejewska występowała potem jeszcze sporadycznie, wspierając cele charytatywne. Zagrała łącznie w 260 rolach. Zmarła w Bay Island w East Newport w Kalifornii 8 kwietnia 1909 roku. Jej pogrzeb odbył się w Los Angeles. Jej szczątki przeniesiono później na cmentarz Rakowicki w Krakowie, a uroczystości pogrzebowe w dniu 17 lipca 1909 r. przerodziły się w manifestację patriotyczną. Mowę pogrzebową wygłosił Henryk Sienkiewicz. W imieniu zakopiańskich górali aktorkę żegnał Maciej Gąsienica. Grób Modrzejewskiej położony jest przy głównej alei, w kwaterze 54.
Napisała w języku angielskim pamiętniki – Memories and Impressions of Helena Modjeska (polski tytuł – Wspomnienia i wrażenia), które zostały wydane w 1910 roku w USA, a fragmenty były drukowane na łamach polskich czasopism. Polskie wydanie ukazało się w 1957 nakładem Wydawnictwa Literackiego.
Była związana uczuciowo z dwoma mężczyznami – Gustaw Zimajer był ojcem jej dwójki dzieci: syna – Rudolfa Modrzejewskiego – i córki Marii (zmarłej w dzieciństwie), ślub zaś wzięła w 1868 roku w Krakowie z ziemianinem Karolem Chłapowskim (zm. 1914). Po przeprowadzce do USA podawała się za osobę młodszą o 6 lat, a syna Rudolfa przedstawiała jako swojego brata.
Była matką chrzestną aktorki Ethel Barrymore i wspomnianego wyżej Stanisława Ignacego Witkiewicza. Przyjaźniła się z Pelagią Zgliczyńską.

## Upamiętnienie
W 1975 roku wyemitowano polską monetę kolekcjonerską o nominale 100 zł. Moneta ta została wykonana ze srebra próby 625 w nakładzie 60 158 egzemplarzy, miała średnicę 32 mm i wagę 16,5 g, rant gładki. W 2019 r. Narodowy Bank Polski wydał upamiętniającą Helenę Modrzejewską srebrną monetę kolekcjonerską o nominale 20 złotych należącą do serii „Wielkie aktorki”.
Od 1988 r. imię Heleny Modrzejewskiej nosi ulica w Łodzi na osiedlu Andrzejów.
W 1990 powstał serial biograficzny Modrzejewska w reżyserii Jana Łomnickiego. W roli tytułowej wystąpiła Krystyna Janda.
W 2022 roku ukazała się powieść Jakuba Nowaka To przez ten wiatr, opisująca fikcyjną (choć opartą na faktach) wersję pobytu Heleny Modrzejewskiej, Henryka Sienkiewicza i innych Polaków na farmie pod Anaheim w Kalifornii w 1876 roku.
W 1999 roku  Teatr Dramatyczny w Legnicy otrzymał imię Heleny Modrzejewskiej.
Od 2025 roku imię Heleny Modrzejewskiej nosi Szkoła Podstawowa numer 14 w Krakowie na osiedlu Kliny-Zacisze

## Galeria

Kreacje Heleny Modrzejewskiej
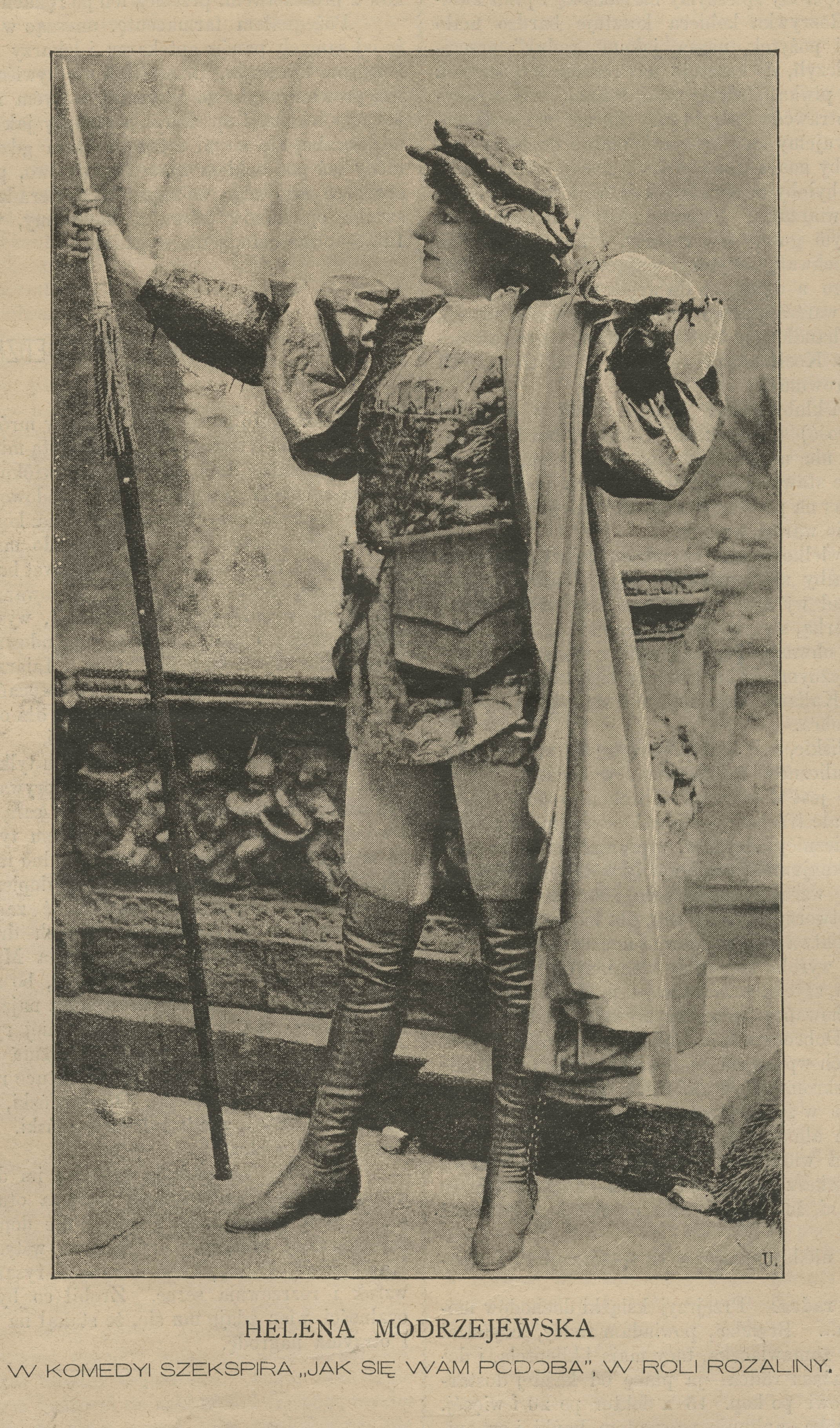
Helena Modrzejewska w komedii Szekspira „Jak się wam podoba” w roli Rozaliny
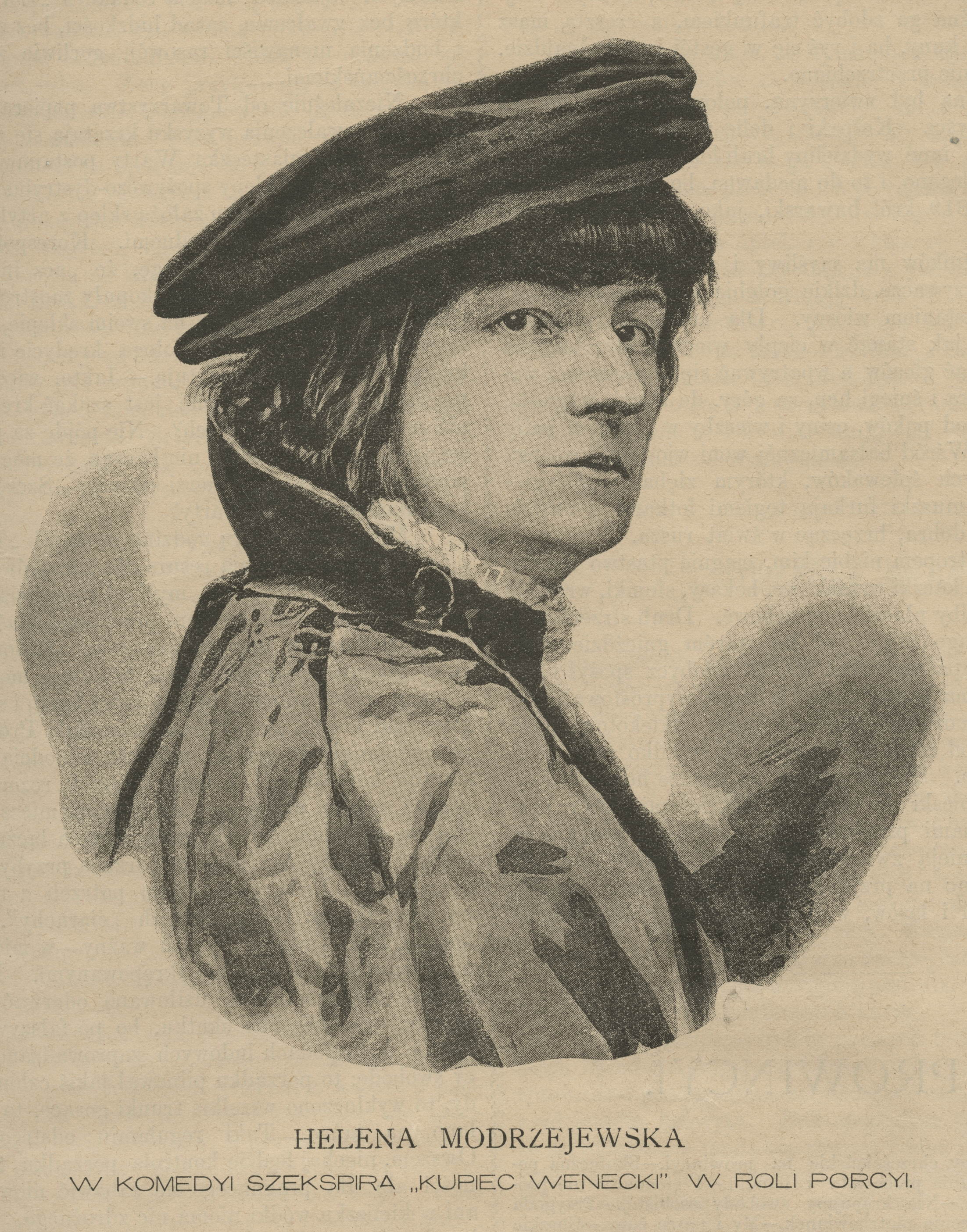
Helena Modrzejewska w komedii Szekspira „Kupiec wenecki” w roli Porcji
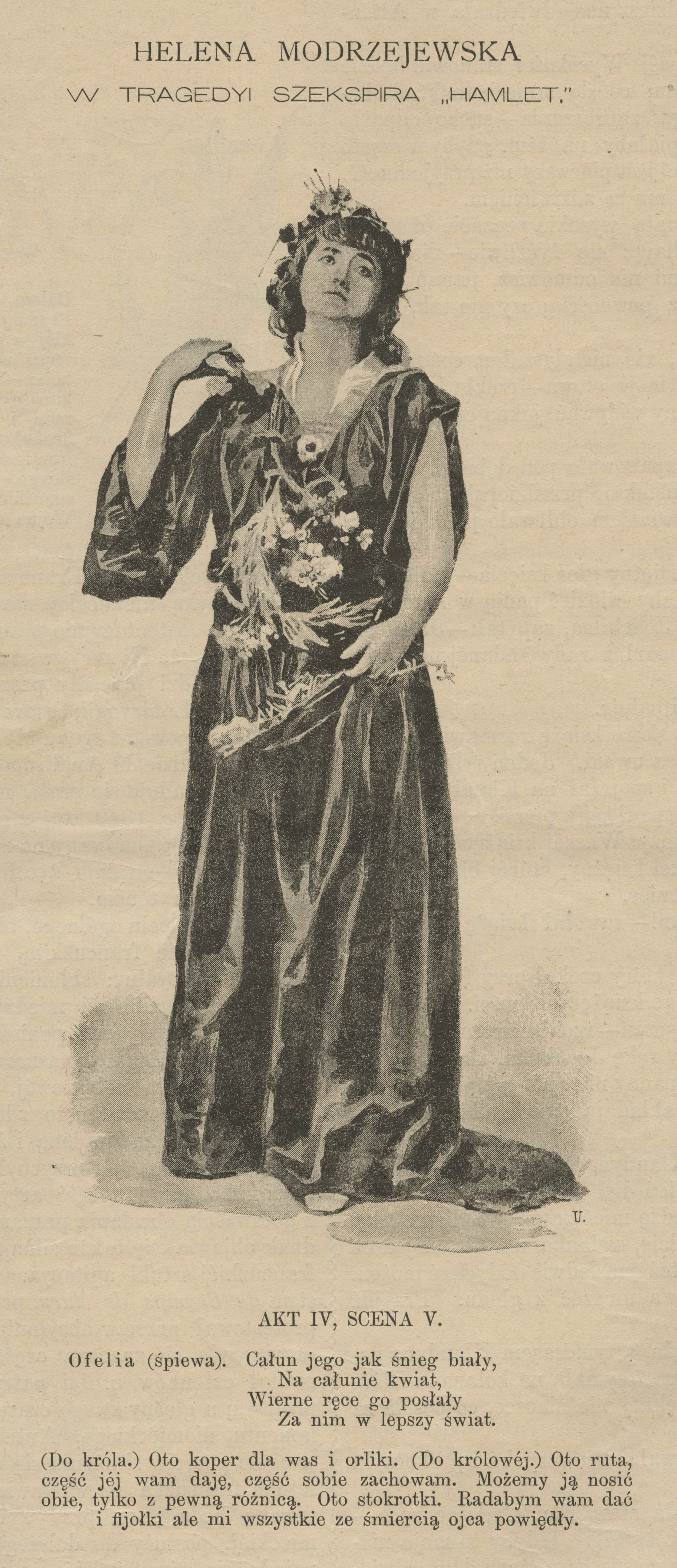
Helena Modrzejewska w tragedii Szekspira „Hamlet”
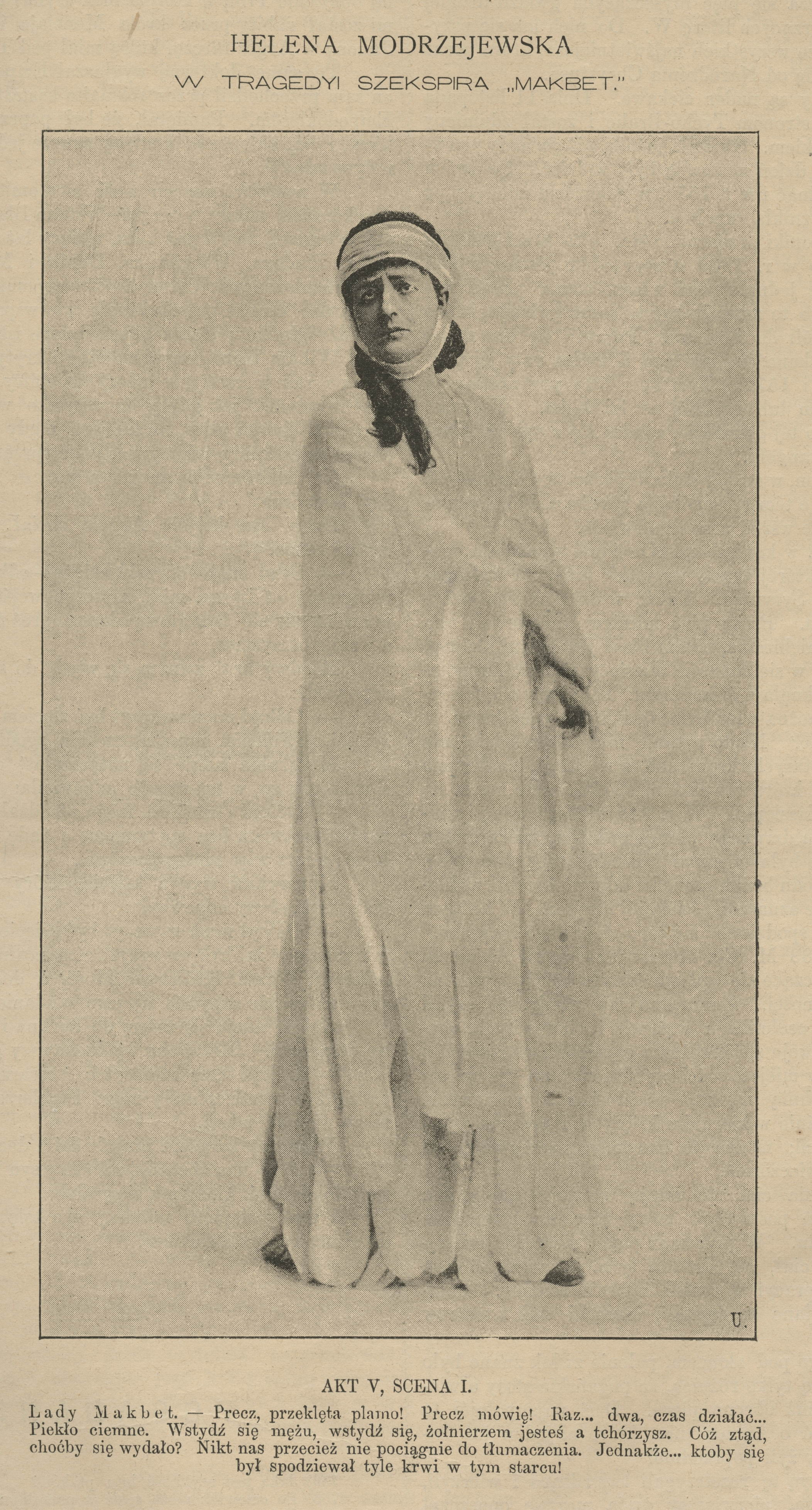
Helena Modrzejewska w tragedii Szekspira „Makbet”
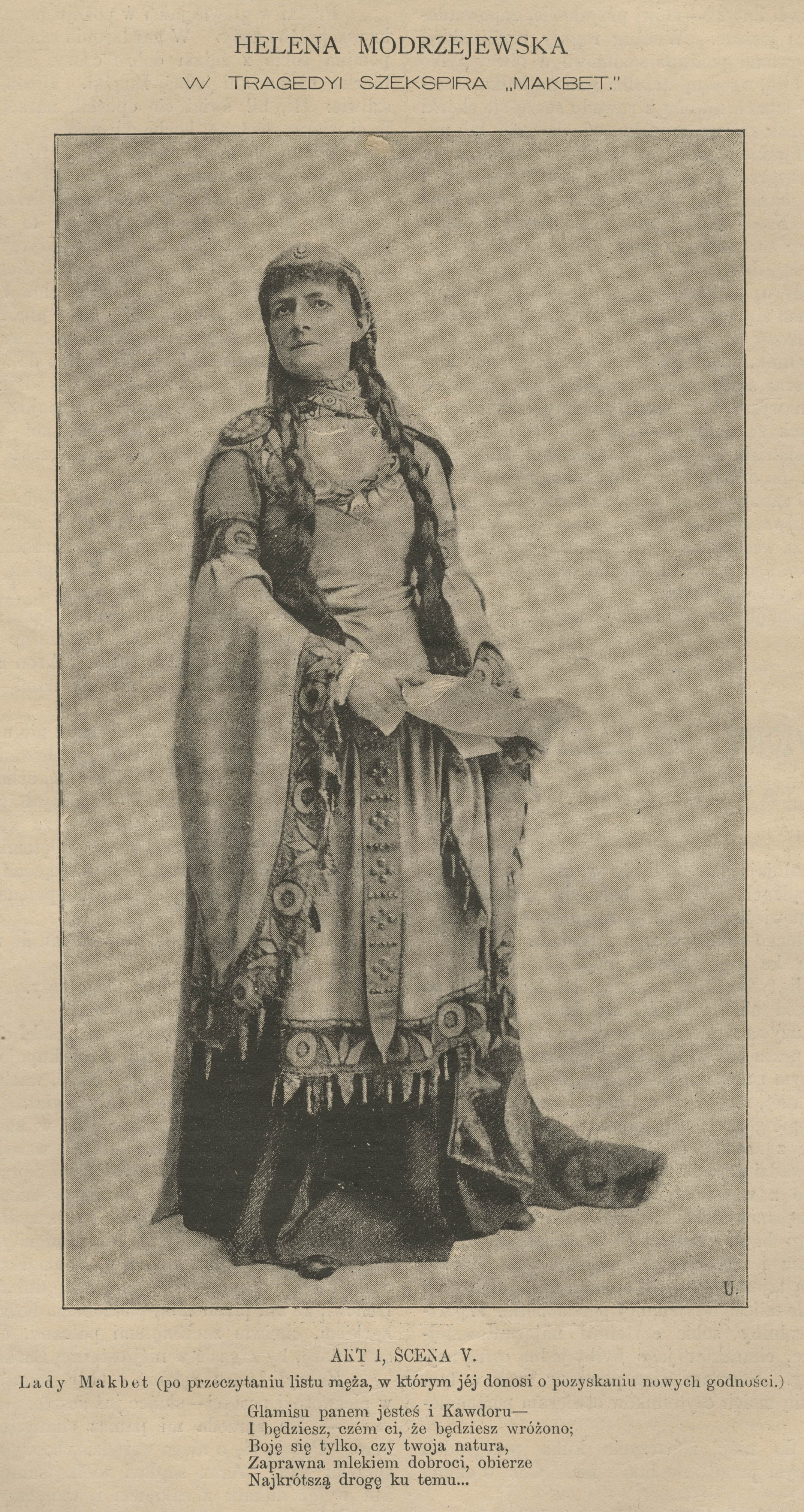
Helena Modrzejewska w tragedii Szekspira „Makbet”
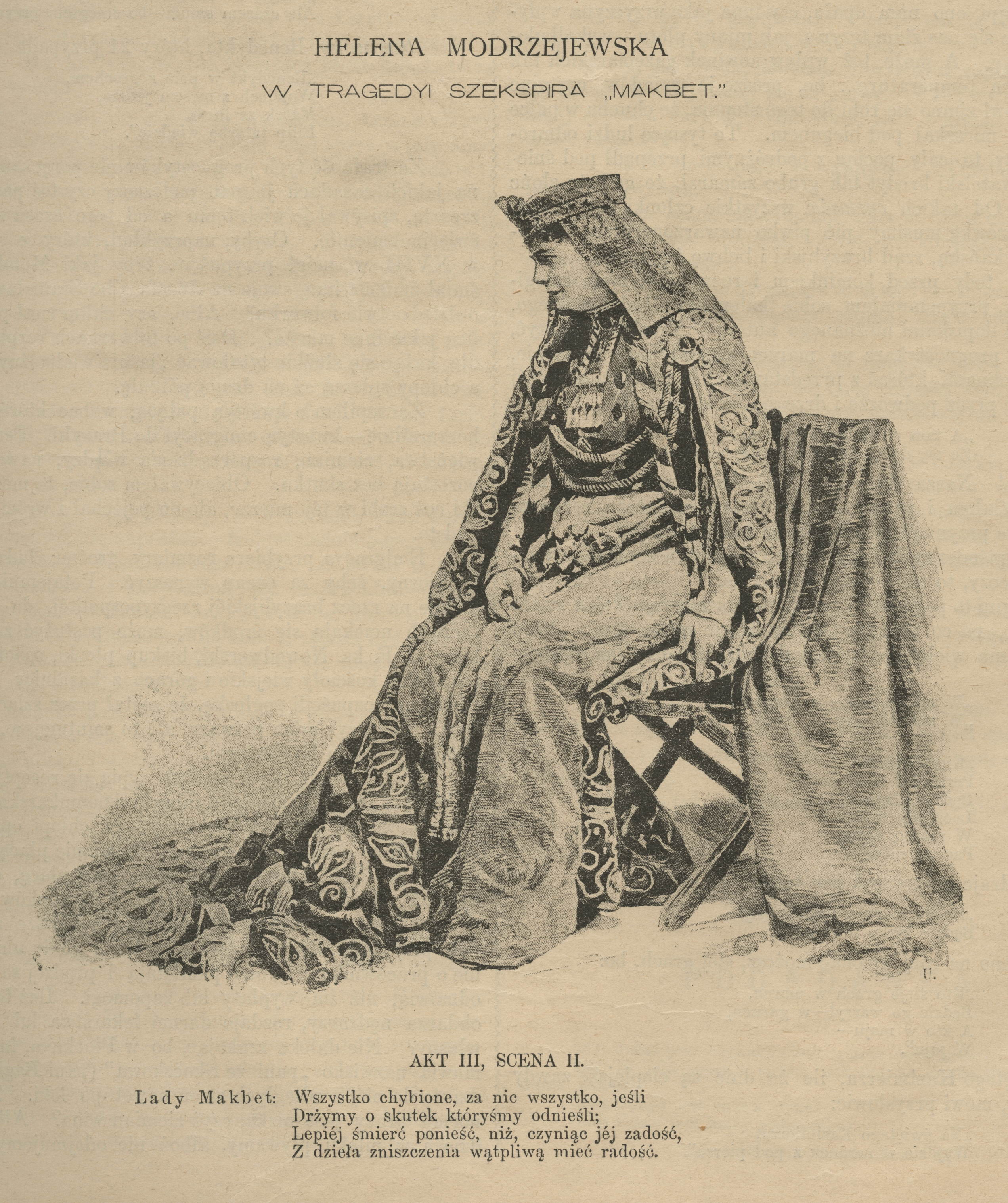
Helena Modrzejewska w tragedii Szekspira „Makbet”
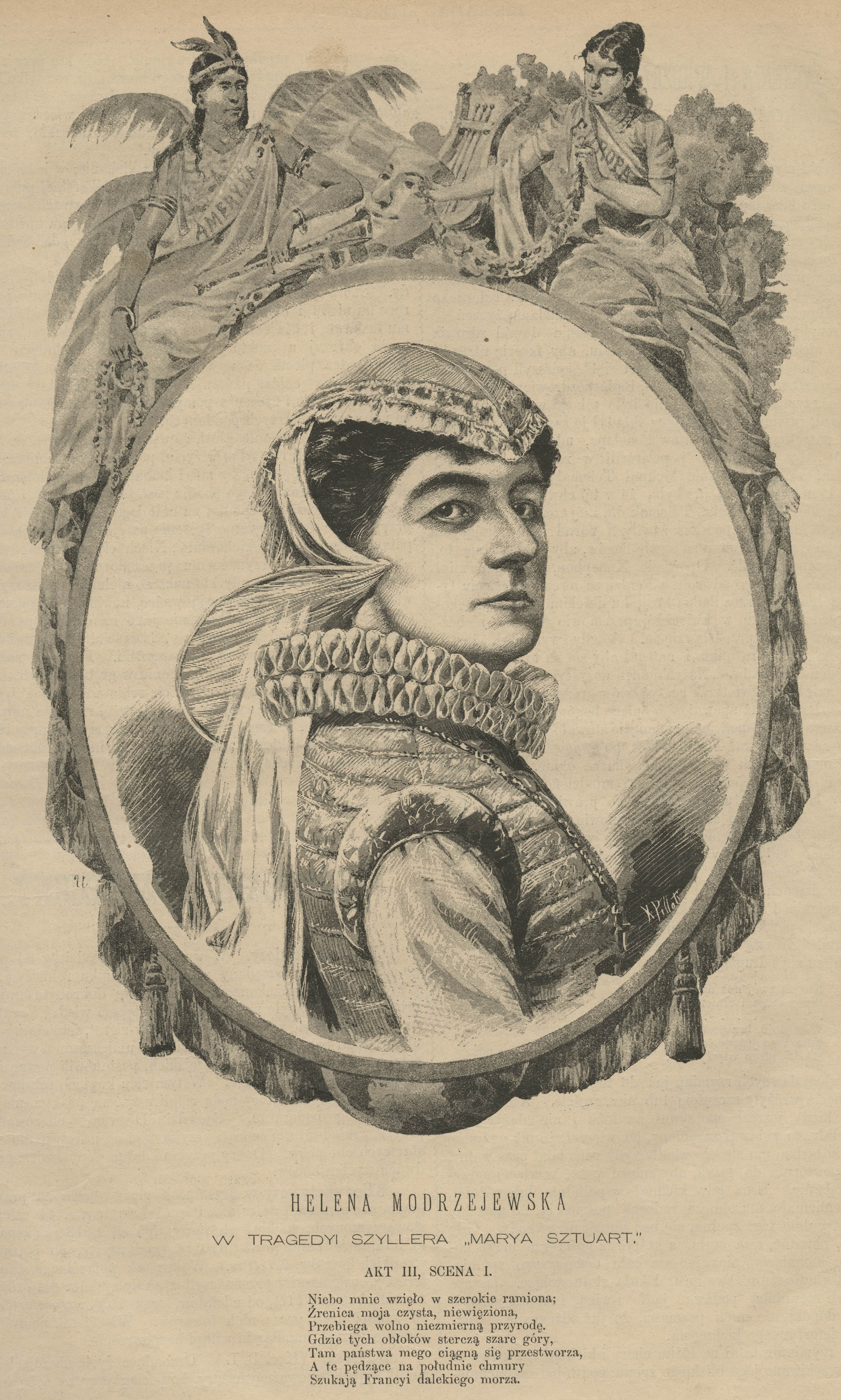
Helena Modrzejewska w tragedii Szyllera „Maria Stuart”
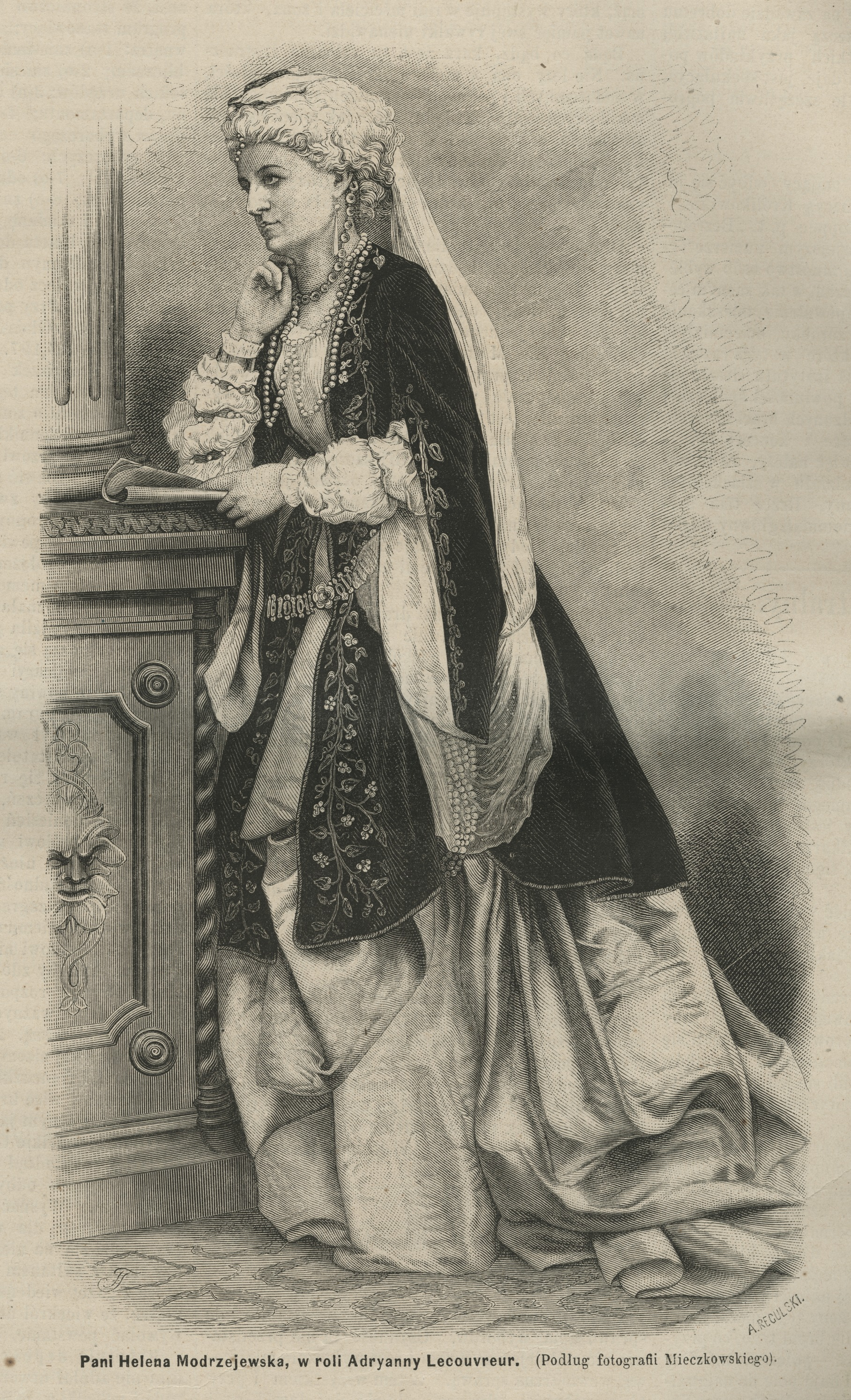
Helena Modrzejewska, w roli Adrianny Lecouvreur
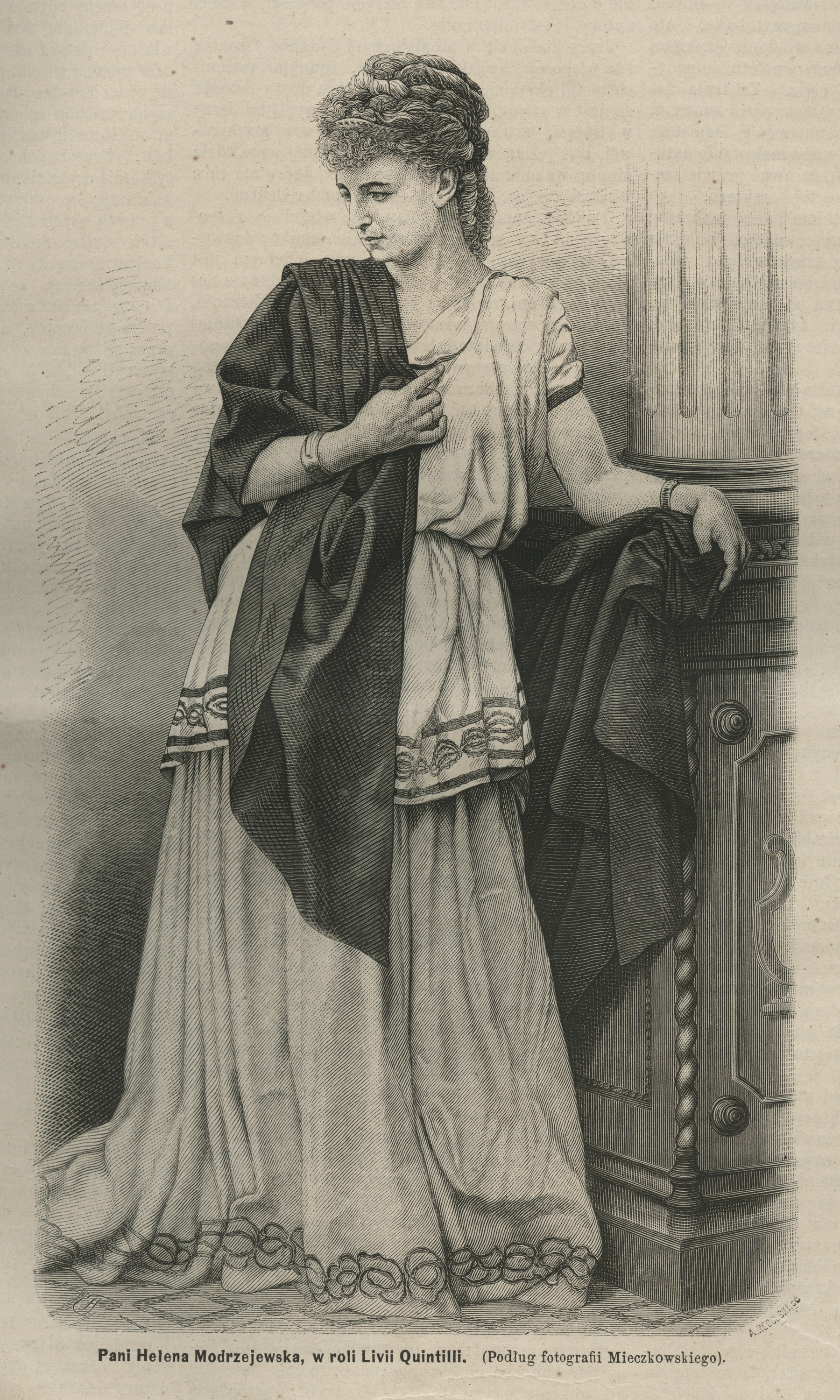
Helena Modrzejewska, w roli Livii Quintilli